# Braunschweigi Krisztián
Braunschweigi Krisztián (Gröningen, 1599. szeptember 20. – Wolfenbüttel, 1626. június 16.) német zsoldosparancsnok és pap, Dániai Erzsébet braunschweg–wolfenbütteli hercegné és Henrik Gyula braunschweig–lüneburgi herceg fia. 1616 és 1623 között ő volt a Halberstadti Érsekség vezetője.
A harmincéves háborúban (1618-48) harcolt Móric orániai herceg majd V. Frigyes pfalzi választófejedelem alatt.